# José Miguel Guitarte
José Miguel Guitarte Irigaray (21 de diciembre de 1914-21 de noviembre de 1943) fue un político falangista español, destacado líder del Sindicato Español Universitario (SEU), activo durante la Segunda República y el primer franquismo. Tras el final de la Guerra civil fue jefe nacional del SEU y miembro de la División Azul en el Frente ruso.

## Biografía
Nacido el 21 de diciembre de 1914, fue inicialmente miembro de las Juventudes Comunistas. Estudiante de medicina, fue miembro fundador de la Falange Española de José Antonio Primo de Rivera y del Sindicato Español Universitario (SEU), del que fue secretario general desde los comienzos de la organización.
Involucrado en el asalto falangista y carlista a la sede de la Asociación Profesional de Estudiantes de Medicina de la Facultad de San Carlos de la Universidad Central el 25 de enero de 1934, en el que falleció el fueísta Antonio Larraga, habiendo diversos heridos, llegó a estar encarcelado, aunque finalmente resultaría absuelto. Tras el estallido de la Guerra civil quedó en zona republicana. Nuevamente encarcelado durante el transcurso la contienda, al final de esta fue liberado por las fuerzas franquistas y nombrado inspector nacional de la Organización Juvenil (OJ), en mayo de 1939.
Considerado algo más moderado y manejable que Enrique Sotomayor, Guitarte se convirtió el 20 de agosto de 1939 en jefe nacional del SEU, teniéndose que conformar Sotomayor, más radical, con la posición secundaria de secretario general.

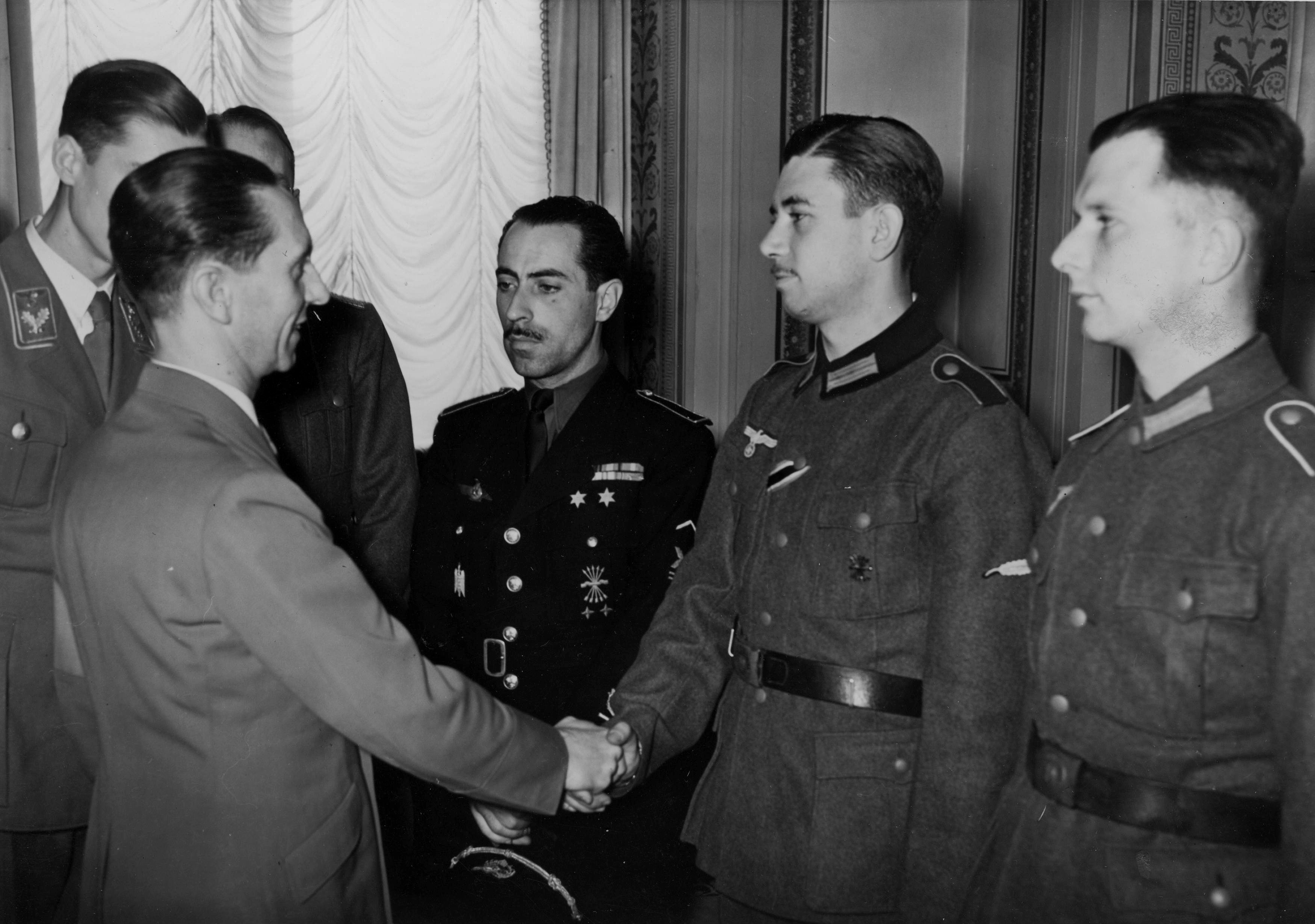
Fotografiado saludándose con Joseph Goebbels.

Tras el anuncio de la creación de la llamada División Azul, una unidad de voluntarios españoles concebida para luchar en las filas de la Wehrmacht de la Alemania Nazi contra el Ejército Rojo de la Unión Soviética durante la Segunda Guerra Mundial no tardó en presentarse voluntario de forma entusiasta, señalando que si Arrese no le dejaba ir no tendría fuerzas para continuar en su cargo del SEU. Insistiría en la importancia del papel de la Falange dentro de la división de voluntarios.
Fue el líder de la comitiva española que viajó al Tercer Reich —a Dresde— en abril de 1942 para asistir a un «Consejo Universitario». Guitarte, que desempeñó el cargo de procurador en las Cortes franquistas, ejerciendo de secretario de estas, además del de consejero nacional de FET y de las JONS, falleció el 21 de noviembre de 1943, a causa de una enfermedad contraída en el Frente Oriental.